# Liste der Monuments historiques in Blaignac
Die Liste der Monuments historiques in Blaignac führt die Monuments historiques in der französischen Gemeinde Blaignac auf.

## Liste der Bauwerke
| Bezeichnung        | Beschreibung | Standort | Kennzeichnung | Schutzstatus | Datum | Bild           |
| ------------------ | ------------ | -------- | ------------- | ------------ | ----- | -------------- |
| Kirche St-Saturnin |              | (Lage)   | PA00083145    | Classé       | 1907  | weitere Bilder |

## Liste der Objekte
| Bezeichnung | Beschreibung           | Standort                         | Kennzeichnung | Schutzstatus | Datum | Bild |
| ----------- | ---------------------- | -------------------------------- | ------------- | ------------ | ----- | ---- |
| Kapitell    | Stein, 12. Jahrhundert | in der Kirche St-Saturnin (Lage) | PM33000093    | Classé       | 1903  |      |
| Kapitell    | Stein, 12. Jahrhundert | in der Kirche St-Saturnin (Lage) | PM33000094    | Classé       | 1971  |      |